# Andre Dawson
Andre Nolan Dawson (ur. 10 lipca 1954) – amerykański baseballista, który występował na pozycji zapolowego przez 21 sezonów w Major League Baseball.
Dawson został wybrany w 11 rundzie draftu 1975 roku przez Montreal Expos i początkowo występował w klubach farmerskich tego zespołu, między innymi w Denver Bears, reprezentującym poziom Triple-A. W MLB zadebiutował 11 września 1976 w meczu przeciwko Pittsburgh Pirates. Rok później został wybrany najlepszym debiutantem w National League. Po jedenastu sezonach występów w Expos, podpisał jako wolny agent kontrakt z Chicago Cubs.
29 kwietnia 1987 w wygranym przez Cubs meczu z San Francisco Giants zaliczył cycle. W sezonie 1987 był najlepszy w lidze pod względem zdobytych home runów (49) i zaliczonych RBI (137), poza tym miał średnią uderzeń 0,303 (3. wynik w National League), slugging percentage 0,504 (5. wynik), 179 zdobytych uderzeń (2. wynik) i został wybrany najbardziej wartościowym zawodnikiem.
W grudniu 1992 podpisał kontrakt z Boston Red Sox. Będąc zawodnikiem tego zespołu, 15 kwietnia 1993 roku, zdobył 400. home runa w karierze, którą zakończył we Florida Marlins. W 2010 został wybrany do Galerii Sław Baseballu.
| Nagroda/wyróżnienie          | Lata                                           | Źródło |
| MVP National League          | 1987                                           | [ 8 ]  |
| 8× All-Star                  | 1981, 1982, 1983, 1987, 1988, 1989, 1990, 1991 | [ 11 ] |
| 8× Gold Glove Award          | 1980, 1981, 1982, 1983, 1984, 1985, 1987, 1988 | [ 12 ] |
| 4× Silver Slugger Award      | 1980, 1981, 1983, 1987                         | [ 13 ] |
| NL Rookie of the Year Award  | 1977                                           | [ 14 ] |
| Hutch Award                  | 1994                                           | [ 15 ] |
| Baseball Hall of Fame        | od 2010                                        | [ 10 ] |
| # 10 zastrzeżony przez Expos | 1997                                           | [ 16 ] |